# Lecionário 70
O Lecionário 70 (designado pela sigla ℓ 70 na classificação de Gregory-Aland) é um antigo manuscrito do Novo Testamento, paleograficamente datado do Século XII d.C.[a]
Este codex contém lições dos evangelhos de Mateus, Lucas e João (conhecido como Evangelistarium), com algumas lacunas no começo e no fim. Algumas folhas foram refeitas posteriormente em letra manuscrita. O texto de João 8:3–11 (a Pericope Adulterae) foi omitido[a]. Foi escrito em grego, e actualmente se encontra na Biblioteca Nacional da França.